# ستوبنفيل
ستوبنفيل (أوهايو) (بالإنجليزية: Steubenville, Ohio)‏ هي مدينة تقع في الولايات المتحدة في مقاطعة جفرسون. يقدر عدد سكانها بـ 18,659 نسمة ومساحتها 27.53 كم2 وترتفع عن سطح البحر 320 متر.

## التركيبة السكانية
قام مكتب تعداد الولايات المتحدة بتحديد بيانات التركيبة السكانية لستوبنفيلفي تعداد الولايات المتحدة. في ما يلي، التركيبة السكانية حسب تعدادي 2000 و2010.

### تعداد عام 2000
بلغ عدد سكان ستوبنفيل 19,015 نسمة بحسب تعداد عام 2000، وبلغ عدد الأسر 8,342 أسرة وعدد العائلات 4,880 عائلة مقيمة في المدينة. في حين سجلت الكثافة السكانية 1,842.2 نسمة لكل ميل مربع (711.3/كم2). وبلغ عدد الوحدات السكنية 9,449 وحدة بمتوسط كثافة قدره 915.4 نسمة لكل ميل مربع (353.4/كم2).
وتوزع التركيب العرقي للمدينة بنسبة 79.55% من البيض و 0.22% من الأمريكيين الأصليين و 0.73% من الأمريكيين ذوي الأصول الآسيوية و 0.01% من سكان جزر المحيط الهادئ و 17.25% من الأمريكيين الأفارقة و 1.70% من عرقين مختلطين أو أكثر.
بلغ عدد الأسر 8,342 أسرة كانت نسبة 23.4% منها لديها أطفال تحت سن الثامنة عشر تعيش معهم، وبلغت نسبة الأزواج القاطنين مع بعضهم البعض 40.2% من أصل المجموع الكلي للأسر، وكانت نسبة 41.5% من غير العائلات. تألفت نسبة 36.4% من أصل جميع الأسر من أفراد ونسبة 18.0% كانوا يعيش معهم شخص وحيد يبلغ من العمر 65 عاماً فما فوق. وبلغ متوسط حجم الأسرة المعيشية 2.86، أما متوسط حجم العائلات فبلغ 2.19.
بلغ العمر الوسطي للسكان 43 عاماً. وكانت نسبة 21.2% من القاطنين تحت سن الثامنة عشر، وكانت نسبة 8.1% بين الثامنة عشر والأربعة وعشرون عاماً، ونسبة 24.3% كانت واقعةً في الفئة العمرية ما بين الخامسة والعشرون حتى والأربعة وأربعون عاماً، ونسبة 24.2% كانت ما بين الخامسة والأربعون حتى الرابعة والستون، ونسبة 22.2% كانت ضمن فئة الخامسة والستون عاماً فما فوق. يوجد لكل 100 أنثى 85.6 ذكر، ويوجد لكل 100 أنثى في الثامنة عشر من عمرها فما فوق 80.8 ذكر.
بلغ متوسط دخل الأسرة في المدينة 26,516 دولار، أما متوسط دخل العائلة فبلغ 36,597 دولار. وكان متوسط دخل الذكور 36,416 دولار مقابل 21,819 دولار للإناث. وسجل دخل الفرد الخاص بالمدينة 17,830 دولار. وكانت نسبة 15.3% من العائلات ونسبة 20.4% من السكان تحت خط الفقر،

### تعداد عام 2010
بلغ عدد سكان ستوبنفيل 18,659 نسمة بحسب تعداد عام 2010، وبلغ عدد الأسر 7,548 أسرة وعدد العائلات 4,220 عائلة مقيمة في المدينة. في حين سجلت الكثافة السكانية 1,768.6 نسمة لكل ميل مربع (682.9/كم2). وبلغ عدد الوحدات السكنية 8,857 وحدة بمتوسط كثافة قدره 839.5 لكل ميل مربع (324.1/كم2).
وتوزع التركيب العرقي للمدينة بنسبة 79.0% من البيض و 0.2% من الأمريكيين الأصليين و 0.8% من الأمريكيين ذوي الأصول الآسيوية و 15.9% من الأمريكيين الأفارقة و 3.5% من عرقين مختلطين أو أكثر.
بلغ عدد الأسر 7,548 أسرة كانت نسبة 25.3% منها لديها أطفال تحت سن الثامنة عشر تعيش معهم، وبلغت نسبة الأزواج القاطنين مع بعضهم البعض 34.8% من أصل المجموع الكلي للأسر، ونسبة 16.2% من الأسر كان لديها معيلات من الإناث دون وجود شريك، بينما كانت نسبة 4.8% من الأسر لديها معيلون من الذكور دون وجود شريكة وكانت نسبة 44.1% من غير العائلات. تألفت نسبة 37.1% من أصل جميع الأسر من أفراد ونسبة 15.7% كانوا يعيش معهم شخص وحيد يبلغ من العمر 65 عاماً فما فوق. وبلغ متوسط حجم الأسرة المعيشية 2.91، أما متوسط حجم العائلات فبلغ 2.22.
بلغ العمر الوسطي للسكان 38.8 عاماً. وكانت نسبة 20.3% من القاطنين تحت سن الثامنة عشر، وكانت نسبة 16.1% بين الثامنة عشر والأربعة وعشرون عاماً، ونسبة 20.3% كانت واقعةً في الفئة العمرية ما بين الخامسة والعشرون حتى والأربعة وأربعون عاماً، ونسبة 25.9% كانت ما بين الخامسة والأربعون حتى الرابعة والستون، ونسبة 17.5% كانت ضمن فئة الخامسة والستون عاماً فما فوق. وتوزع التركيب الجنسي للسكان بنسبة 46.1% ذكور و53.9% إناث.